# Ijma'
L'Ijmāʿ (in arabo إجماع ‎?) è il "consenso [dei dotti]", considerato dal diritto islamico la terza fonte del diritto, dopo gli indiscussi Corano e Sunna e prima del qiyās, o "analogia giuridica", concetto alquanto discusso.
Per consenso s'intende in termini generali quello della Umma islamica ma, in pratica, quello dei primi grandi giuristi (Abū Ḥanīfa, Mālik b. Anas, Muḥammad al-Shāfiʿī e Aḥmad b. Ḥanbal), fondatori e guide (Imām ) delle scuole giuridiche (madhhab ) che da loro prendono il nome e che fino ad oggi sono sopravvissute. 
Se dunque in ambito islamico ci si trovasse di fronte a un silenzio del testo coranico e, in subordine, del corpus tradizionistico che compone la Sunna, a garantire legittimità a una data fattispecie giuridica provvederà il consenso, chiaro e ininterrotto, dei dotti (ʿulamāʾ ) giurisperiti musulmani.
Il puntello giuridico per affermare la legittimità dell'ijmāʿ risiede in un ḥadīth del Profeta Maometto che avrebbe dichiarato una volta: «La mia Comunità non si troverà mai d'accordo su un errore».
Ciò nondimeno il Kharigismo, i mutaziliti e gli sciiti non ammettono l'ijmāʿ.